# Abby Bishop
Abby Bishop (Booleroo Centre, 29 novembre 1988) è una cestista australiana, professionista nella WNBA.

## Carriera
Con l'Australia ha disputato i Giochi olimpici di Londra 2012, i Campionati mondiali del 2010, due edizioni dei Campionati oceaniani (2007, 2011) e i Campionati asiatici del 2019.